# Gmina Nybro
Gmina Nybro (szw. Nybro kommun) – gmina w Szwecji, w regionie Kalmar, siedzibą jej władz jest Nybro.
Pod względem zaludnienia Nybro jest 120. gminą w Szwecji. Zamieszkuje ją 19 882 osób, z czego 49,77% to kobiety (9895) i 50,23% to mężczyźni (9987). W gminie zameldowanych jest 593 cudzoziemców. Na każdy kilometr kwadratowy przypada 16,83 mieszkańca. Pod względem wielkości gmina zajmuje 82. miejsce.